# Jarrett Jack
Jarrett Matthew Jack (Fort Washington, Maryland, 28. listopada 1983.) američki je profesionalni košarkaš. Igra na poziciji razigravača, a trenutačno je član NBA momčadi Golden State Warriors. Izabran je u 1. krugu (22. ukupno) NBA drafta 2005. od strane Denver Nuggetsa.

## Rani život
Jack je tijekom srednjoškolske karijere pohađao čak četiri različite škole: DeMatha Catholic High School i St. Vincent Pallotti u Marylandu, Mount Zion Academy u Sjevernoj Karolini i Worcester Academy u Massachusettsu. Tijekom pohađanja srednje škole Worcester Academy igrao je zajedno s budućim NBA igračem Craigom Smithom. 

## Sveučilište
Nakon završetka srednjoškolskog obrazovanja, Jack je odlučio otići na sveučilište Georgia Tech u Atlanti, u saveznoj državi Georgia. Na drugoj godini s prosječnih 12.5 poena i 5.1 asistencije odveo je momčad do finala NCAA lige. Na trećoj i ujedno posljednjoj godini u prosjeku je postizao 15.5 poena, 4.8 skokova i 4.5 asistencija po utakmici. Nakon završetka sezone odlučio se prijaviti na draft. 

## NBA

### Portland Trail Blazers
Izabran je kao 22. izbor NBA drafta 2005. od strane Denver Nuggetsa. Međutim, na dan drafta mjenjan je Portland Trail Blazerse za 27. izbor Linasa Kleizu i 35. izbor Rickya Sáncheza. U rookie sezoni bio je tek treća opcija u momčadi, iza Stevea Blakea i Sebastiana Telfaira, te je imao ograničenu minutažu. Odlaskom Blakea u Milwaukee Buckse i Telfaira u Boston Celticse nakon velike razmjene igrača, Jack postaje startnim razigravačem Blazersa. Odigrao je tadašnju sezonu karijere i u prosjeku postizao 12.0 poena i 5.3 asistencija po utakmici. Međutim, sljedeće sezone u momčad se vraća Blake, a Jack ponovo odlazi na klupu i ulazi u igru kao šesti igrač.  9. srpnja 2008. mjenjan je zajedno s Joshom McRobertsom i 11. izborom drafta 2008. Brandonom Rushom u Indiana Pacersa za Ikea Diogua i Jerryda Baylessa. 

### Indiana Pacers
U Pacersima je postao njihov startni razigravač i ponajbolji igrač. Odigrao je sezonu karijere, te prosječno postizao 13.1 poen, 3.4 skoka i 4.1 asistenciju po utakmici.22. ožujka 2009. odigrao je utakmicu karijere u gostujućoj pobjedom nad Charlotte Bobcatsima 108:83. Utakmicu je okončao s 31 košem pogodivši svih 12 šuteva za dva poena i jedan od dva pokušaja iza linije koja označava tricu. S linije slob. bacanja također pogodio je sva četiri šuta, a u statistiku je dodao još šest skokova, te po dvije asistencije i osvojene lopte. Na kraju te sezone postao je restriktivan slobodan igrač, što znači da može primati ponude drugih NBA klubova, ali sadašnji klub ima pravo izjednačiti tu ponudu i zadržati ga svojim redovima.   Jack je dobio i prihvatio ugovor vrijedan 20 milijuna dolara kroz četiri sezone od Toronto Raptorsa, ali Pacersi nisu izjednačili ponudu s obzirom na to da nisu imali previše prostora pod salary capom. Tako je Jack postao novi igrač Raptorsa.

## NBA statistika

### Regularni dio
| Godina    | Klub        | Odig. uta. | Uta. poč. | Min. | 2P%  | 3P%  | Sl. bac.% | Skok. | Asist. | Ukr. lop. | Blok. | Poena |  |
| --------- | ----------- | ---------- | --------- | ---- | ---- | ---- | --------- | ----- | ------ | --------- | ----- | ----- |  |
| 2005./06. | Portland    | 79         | 4         | 20.2 | .442 | .263 | .800      | 2.0   | 2.8    | .5        | .0    | 6.7   |  |
| 2006./07. | Portland    | 79         | 79        | 33.6 | .454 | .350 | .871      | 2.6   | 5.3    | 1.1       | .1    | 12.0  |  |
| 2007./08. | Portland    | 82         | 16        | 27.2 | .431 | .342 | .867      | 2.9   | 3.8    | .7        | .0    | 9.9   |  |
| 2008./09. | Indiana     | 82         | 53        | 33.1 | .453 | .353 | .852      | 3.4   | 4.1    | 1.1       | .2    | 13.1  |  |
| 2009.10.  | Toronto     | 82         | 43        | 27.4 | .481 | .412 | .842      | 2.7   | 5.0    | .7        | .1    | 11.4  |  |
| 2010./11  | Toronto     | 13         | 13        | 26.7 | .393 | .167 | .870      | 3.2   | 4.5    | 1.1       | .0    | 10.8  |  |
| 2010./11. | New Orleans | 70         | 2         | 19.6 | .412 | .345 | .845      | 1.9   | 2.6    | .6        | .1    | 8.5   |  |
| 2011./12. | New Orleans | 45         | 39        | 34.0 | .456 | .348 | .872      | 3.9   | 6.3    | .7        | .2    | 15.6  |  |
| Ukupno    |             | 532        | 249       | 27.6 | .447 | .350 | .853      | 2.7   | 4.2    | .8        | .1    | 10.8  |  |

### Doigravanje
| Godina | Klub        | Odig. uta. | Uta. poč. | Min. | 2P%  | 3P%  | Sl. bac.% | Skok. | Asist. | Ukr. lop. | Blok. | Poena |  |
| ------ | ----------- | ---------- | --------- | ---- | ---- | ---- | --------- | ----- | ------ | --------- | ----- | ----- |  |
| 2011.  | New Orleans | 6          | 0         | 18.5 | .353 | .000 | .688      | 2.5   | 2.2    | .2        | .2    | 5.8   |  |
| Ukupno |             | 6          | 0         | 18.5 | .353 | .000 | .688      | 2.5   | 2.2    | .2        | .2    | 5.8   |  |

## Vanjske poveznice
- Profil na NBA.com
- Profil  Arhivirana inačica izvorne stranice od 14. travnja 2009. (Wayback Machine) na Basketball-Reference.com